# Regno di Dendi
Il Regno di Dendi fu uno stato dell'Africa occidentale, nell'attuale Niger, fondato dall'etnia Songhai dopo il crollo dell'Impero Songhai nel 1591.

## Storia
Sotto l'Impero Songhai, Dendi era stata la provincia più orientale, governata dal prestigioso Dendi-fari ("governatore del fronte orientale"). Alcuni membri della dinastia Askia e i loro seguaci fuggirono qui dopo essere stati sconfitti dall'invasione della dinastia sa'diana del Marocco nella battaglia di Tondibi nel 1591. Qui resistettero agli invasori marocchini e mantennero la tradizione dei Songhai con gli stessi sovrani Askia e la loro capitale appena istituita a Lulami.
Dopo la battaglia di Tondibi, i marocchini istituirono il Pascialato di Timbuctù, che controllava i territori da Djenné a Gao precedentemente appartenuti all'Impero Songhai. Il pascià Mahmud ibn Zarqun tentò di conquistare i restanti regni Songhai più piccoli che erano concentrati lungo il Niger a sud di Tillabéri. Askia Nuh, primo sovrano di Dendi, resistette all'invasione con una costosa guerra durata due anni. Nel 1594 Mahmud fu costretto a interrompere la guerra e si ritirò, solo per essere ucciso nello stesso anno dai Dogon, con cui Nuh era probabilmente alleato. Il nuovo pascià chiamato Mansur continuò la guerra contro i Songhai e di nuovo Nuh ricorse alla guerriglia. Questa situazione durò fino al 1599, quando i seguaci di Nuh si stancarono della guerra e lo deposero in favore del fratello Harun. Nel 1609, la città di Djenné si ribellò contro i pascià Saadi con il supporto dei Songhai. I Saadi furono infine in grado di riconquistare la città, ma con la mancanza di supporto dalla loro madrepatria, abbandonarono presto la zona, lasciandola ai nomadi Tuareg e Fulbe.
Svanita la minaccia sa'diana, il regno di Dendi durò per i successivi tre secoli, assistendo a governi sempre più instabili, colpi di stato e contro-colpi di stato. Quando l'esercito coloniale francese entrò nella regione, il regno era impreparato alla difesa. Nel 1901, i francesi deposero l'ultimo Askia di Dendi, ponendo fine al controllo dei Songhai sulla regione fino all'indipendenza del Niger nel 1960.